# توماس هاوغ
توماس هاوغ (بالنرويجية البوكمول: Thomas Haug)‏ هو مهندس كهربائي نرويجي، ولد في 26 أبريل 1927 في باروم في النرويج.